# Вільгельм Стенгаммар
Карл Вільгельм Еуген Стенгаммар (швед. Carl Wilhelm Eugen Stenhammar, 7 лютого 1871, Стокгольм, Швеція — 20 листопада 1927, Юнсеред, Швеція) — шведський композитор, хоровий диригент та піаніст. Яскравий представник романтизму, один з найбільш значущих шведських композиторів свого часу. Був сином композитора та архітектора Пера Ульріка Стенгаммара і належав до роду, з якого пішло багато визначних політичних та культурних діячів Швеції.

## Життєпис

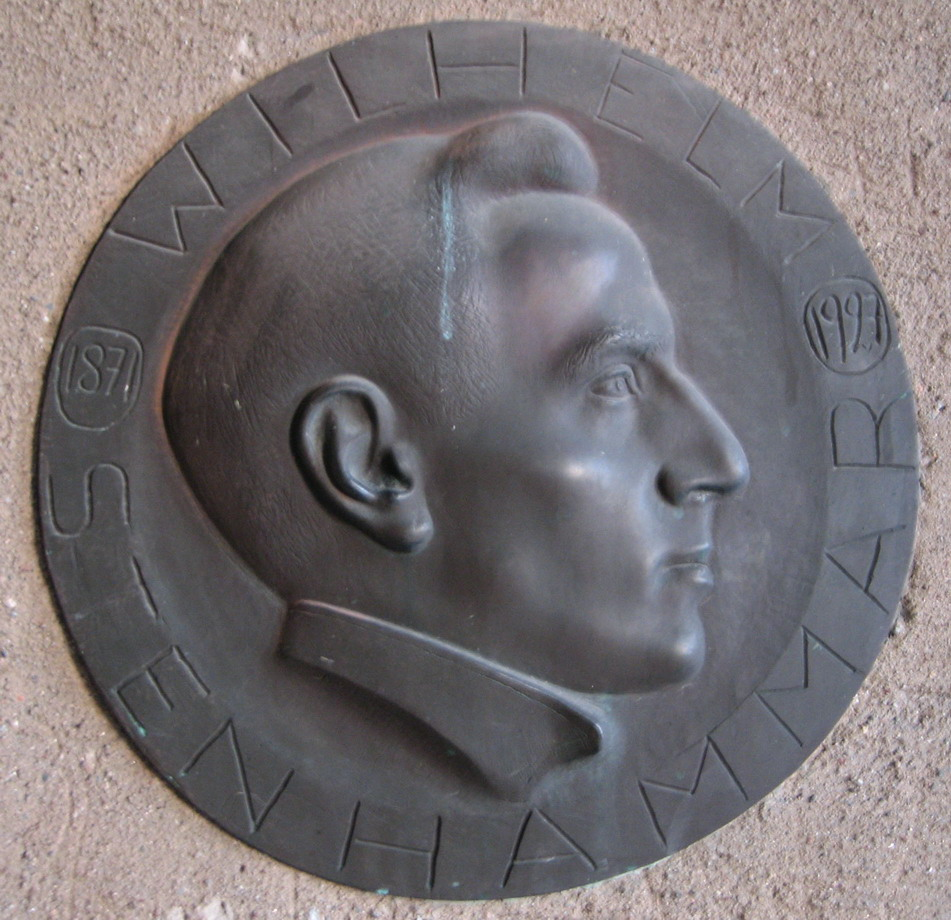
Рельєфний портрет композитора у Стокгольмській ратуші

Вільгельм Стенгаммар народився у Стокгольмі, де й отримав свою першу музичну освіту: відвідував заняття з клавіру, органу та композиції у музичній школі Ріхарда Андерссона. 1892 року дебютував як піаніст та був відомий насамперед виступами у дуеті зі скрипалем Туром Ауліном. Наступного року Стенгаммар створив свій Перший фортепіанний концерт, у якому відчувався значний вплив Йоганнеса Брамса на творчість молодого композитора. Музичне навчання Вільгельм Стенгаммар продовжив у Берліні, де потрапив під сильний вплив музики Ріхарда Вагнера та Антона Брукнера, що особливо помітно було у його Першій симфонії (1902–1903), від якої композитор у майбутньому відмовився, та Другому фортепіанному концерті (1903). Ці твори характеризувалися притаманним німецькому романтизму пафосом та ефектністю. Втім у подальшій творчості композитору вдалося розробити власний, нордичніший, стиль, дещо оснований на музиці Яна Сібеліуса та Карла Нільсена. Зрештою, пізні композиції Стенгаммара нерідко містили народні мотиви та були сповнені суворою простотою. Проте, попри цю вдавану просту, твори композитора свідчать про високу майстерність, що знайшла особливо яскраве відображення у вмінні застосовувати в композиціях поліфонію. Типовим твором нового стилю Стенгаммара є його Друга симфонія.
Як диригент Вільгельм Стенгаммар став вперше відомий широкій публіці у жовтні 1897 року, а вже три роки потому він почав займатися диригентською справою у Королівській опері в Стокгольмі. 1906 року Стенгаммар очолив новостворений Гетеборзький симфонічний оркестр, керівником якого залишався протягом 16 років. 1909 року нетривалий час обіймав посаду музичного керівника Уппсальського університету, на якій його змінив Гуго Альфвен. Фактично, Стенгаммар так і не розпочав виконувати свої обов'язки, адже залишив університет менше ніж за місяць через зацікавленість оркестру у втриманні його на посаді диригента. 1916 року композитору було присуджено звання почесного доктора Гетеборзького університету. 1923 року Стенгаммар повернувся до Стокгольмської Королівської опери як диригент, втім після двох років роботи відмовився від посади через проблеми зі здоров'ям.
Вільгельм Стенгаммер помер у 1927 році від інсульту в містечку Юнсеред. Поховано видатного композитора в усамітненій місцині на кладовищі Маріеберг у Гетеборзі. Після його смерті у 1928 році було опубліковано 5 пісень, не оприлюднених раніше, дві з яких були за творами Шекспіра: «Blås, blås, du vintervind» (укр. Дми, дми, зимовий вітре!, за комедією «Як вам це сподобається») та «Orfeus med sin lutas klang» (укр. Орфей зі співаючою лютнею, за п'єсою «Генріх VIII»). Вшанування пам'яті видатного композитора знайшло своє відображення у створенні рельєфного портрету Стенгаммера в Стокгольмській ратуші та присвоєнні прізвища музиканта астероїду головного поясу, що отримав назву 15239 Стенхаммар.

## Список вибраних робіт
Оркестрові твори
- Фортепіанний концерт No. 1 у сі-бемоль мажор, Opus 1 (1893)
- Excelsior! Концертна увертюра, Opus 13 (1896)
- Симфонія No. 1 у F-dur (1902–1903, відмовився)
- Фортепіанний концерт No. 2 у d-moll, Opus 23 (1904–1907)
- Два сентиментальні романси для скрипки з оркестром, Opus 28 (1910)
- Серенада у F-dur, Opus 31 (1908-13, rev.1919)
- Симфонія No. 2 у g-moll, Opus 34 (1911–1915)
- Симфонія No. 3 у C-dur (1918-19, фрагмент)

Оперні та хорові роботи
- «Флуар і Бланшфлор» (для баритона та оркестра), Opus 3 (1891)
- «Бенкет в Сольгаузі» (норв. Gildet på Solhaug, опера), Opus 6 (1892–1893)
- «Тирфінг» (швед. Tyrfing, опера), Opus 15 (1897–1898)
- «Ітака» (для баритона з оркестром), Opus 21 (1904)
- «Народ» (швед. Ett Folk, кантата), Opus 22 (1904–1905)
- «Зимове сонцестояння» (швед. Midvinter, для змішаного хору та оркестру), Opus 24 (1907)
- «Пісні» (швед. Sången, симфонічна кантата для соліста, змішаного хору, дитячого хору та оркестра), Opus 44 (1921)
- Близько 60 пісень

Камерна музика
- Струнний квартет No. 1 у C-dur, Opus 2 (1894)
- Струнний квартет No. 2 у c-moll, Opus 14 (1896)
- Струнний квартет No. 3 у F-dur, Opus 18 (1897–1900)
- Струнний квартет No. 4 у Am-moll, Opus 25 (1904–1909)
- Струнний квартет No. 5 у C-dur, Opus 29 (1910)
- Струнний квартет No. 6 у d-moll, Opus 35 (1916)
- Скрипічна соната у Am-moll, Opus 19 (1899–1900)
- Allegro ma non tanto у A-dur, для фортепіанного тріо (1895)
- Allegro Brillante у Es-dur, для фортепіанного квартету (1891)

Фортепіанна музика
- Соната No. 1 у C-dur (1880)
- Соната No. 2 у C-dur (1881)
- Соната No. 3 у As-dur (1885)
- Соната No. 4 у g-moll (1890)
- Три фантазії, Opus 11 (1895)
- Соната у As-dur, Opus 12 (1895)
- «Пізнє літо» — 5 фортепіанних епізодів, Opus 33 (1914)